# Thorectes puncticollis
Thorectes puncticollis är en skalbaggsart som beskrevs av Lucas 1845. Thorectes puncticollis ingår i släktet Thorectes och familjen tordyvlar. Inga underarter finns listade i Catalogue of Life.